# Los (Produktion)

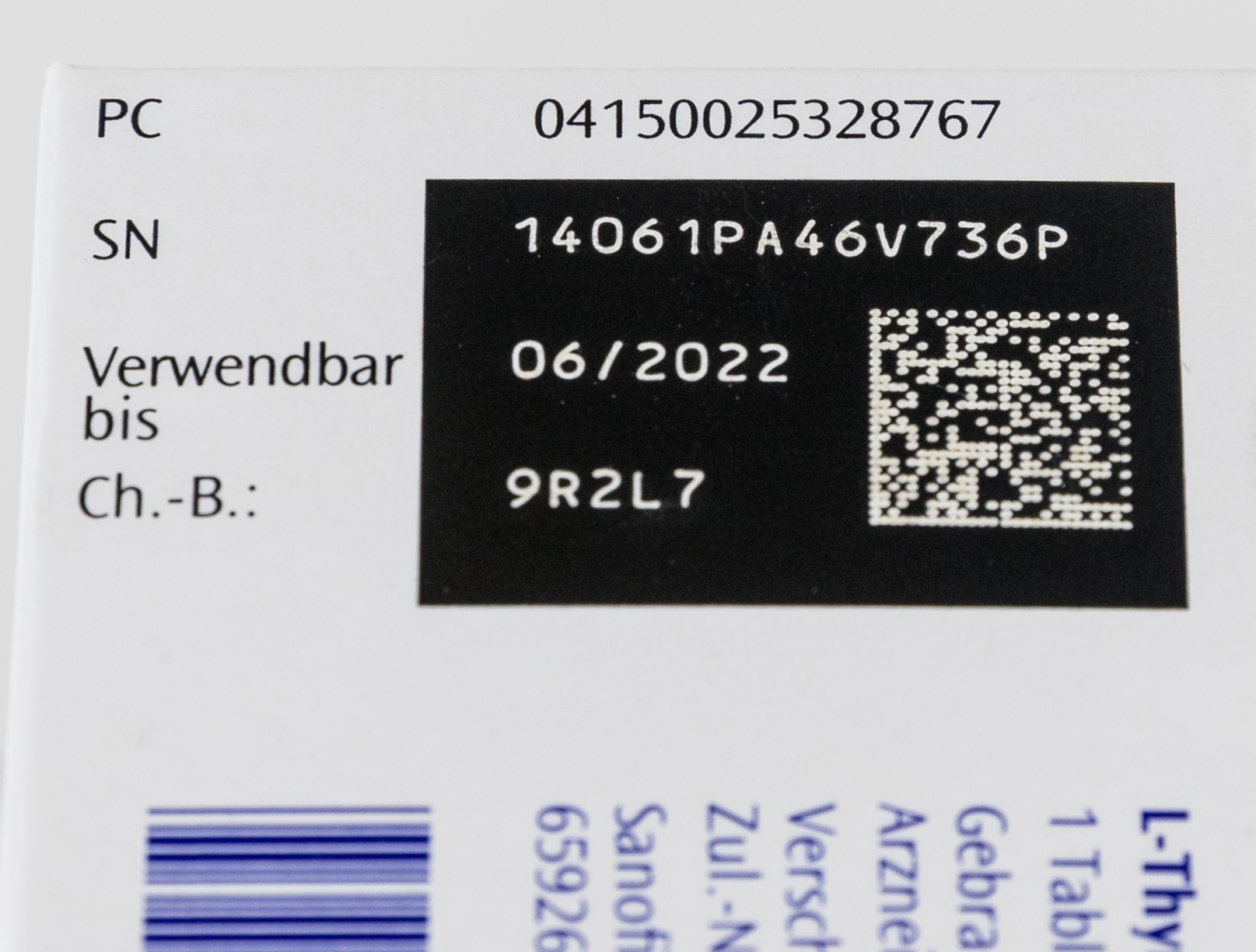
Ch.-B. (letzte Zeile) =
Chargen-Bezeichnung,
auf einer Medikamentenverpackung.
Eine Abkürzung, die es nur in Deutschland gibt.

Unter einem Los, in der Logistik auch Charge (frz. ˈʃaʁʒə zu französisch charger ‚beladen‘), in der Produktion auch Serie, in der Verfahrenstechnik auch Batch (engl. bæt͡ʃ, urspr. ‚eine Ofenbefüllung beim Backen‘), im Bereich der Medizinprodukte und im Arzneimittelrecht auch Lot (engl. kurz lɔt ‚Menge‘) oder Partie (frz. ‚Teil‘), wird die Gesamtheit der Einheiten  verstanden, die in einem Chargenprozess oder einer Losfertigung produziert werden. Diese wurden unter gleichen Bedingungen erzeugt, hergestellt oder verpackt, bzw. nach EN 1041 handelt es sich dabei um die „definierte Menge von Stoffen oder eine Anzahl von Medizinprodukten, einschließlich Endprodukt und Zubehör, der/die in einem Verfahren oder in einer Reihe von zusammenhängenden Verfahren verarbeitet wird“.
Einer solchen Gesamtheit wird meist eine eindeutige alphanumerische Losbezeichnung, Serienbezeichnung, Chargennummer oder Chargenbezeichnung zugewiesen (Lotbezeichnung bei Medizinprodukten nach 93/42/EWG bzw. 98/79/EG für In-vitro-Diagnostika und MPG ausschließlich als Piktogramm nach EN ISO 15223-1 LOT zulässig, abgekürzt bei Arzneimitteln laut AMG § 10 Kennzeichnung ausschließlich als Ch.-B.). Diese Bezeichnung wird dann auf den Produkten des entsprechenden Loses vermerkt.
Es ist in vielen Situationen hilfreich, ein Produkt mithilfe seiner Losbezeichnung auch nach Auslieferung und Verkauf an den Kunden einem eindeutigen Los zuzuordnen. Im Bereich der Arzneimittel und Medizinprodukte ist diese Kennzeichnung nicht optional, sondern internationale gesetzliche Vorgabe. Durch die damit gewährleistete Chargenrückverfolgung ist sichergestellt, dass bei Feststellung eines Produktionsfehlers ein Produkt zielgerichtet vom Markt genommen wird und dass dem Produktionsfehler nachgegangen werden kann. Es müssen lediglich jene Einheiten dieses Produktes zurückgerufen werden, deren Losbezeichnungen den beanstandeten Losen entspricht.
| Produktbereich | Regelung in EU                                                                            | Regelung in DE                          | Regelung in AT                       | Regelung in CH |
| -------------- | ----------------------------------------------------------------------------------------- | --------------------------------------- | ------------------------------------ | -------------- |
| Lebensmittel   | Verordnung (EG) Nr. 178/2002                                                              | Los-Kennzeichnungs-Verordnung           |                                      |                |
| Medizinprodukt | LOT Verordnung (EU) 2017/745 bzw. Richtlinie 93/42/EWG bis maximal 27. Mai 2025[veraltet] | LOT Medizinproduktegesetz               | LOT Medizinproduktegesetz#Österreich | LOT            |
| Arzneimittel   |                                                                                           | Ch.-B. Arzneimittelgesetz (Deutschland) | Arzneimittelgesetz (Österreich)      |                |